# Walkerton (Indiana)
Walkerton is een plaats (town) in de Amerikaanse staat Indiana, en valt bestuurlijk gezien onder St. Joseph County.
Walkerton heeft een stedenband met haar Canadese naamgenoot Walkerton, Ontario.

## Demografie
Bij de volkstelling in 2000 werd het aantal inwoners vastgesteld op 2274.
In 2006 is het aantal inwoners door het United States Census Bureau geschat op 2197, een daling van 77 (-3,4%).

## Geografie
Volgens het United States Census Bureau beslaat de plaats een oppervlakte van
4,5 km², geheel bestaande uit land. Walkerton ligt op ongeveer 220 m boven zeeniveau.

## Geboren
- Harold Urey (1893-1981), scheikundige en Nobelprijswinnaar (1934)

## Plaatsen in de nabije omgeving
De onderstaande figuur toont nabijgelegen plaatsen in een straal van 20 km rond Walkerton.